# Фоли, Фрэнсис
Фрэ́нсис (Фрэнк) Э́двард Фо́ли (англ. Francis Edward Foley, 24 ноября 1884, Хайбридж, Сомерсет — 8 мая 1958, Стаурбридж, Уэст-Мидлендс, Великобритания) — офицер британской Секретной разведывательной службы. Во время работы в должности сотрудника паспортного отдела в посольстве в Берлине в 1930-е годы, Фоли помог тысячам еврейских семей выехать из нацистской Германии до начала Второй мировой войны.

## Биография
Фрэнк Фоли родился 24 ноября 1884 года в Хайбридже, графство Сомерсет в бедной семье, учился в иезуитском колледже Стонихерст в Ланкашире. Он был глубоко религиозным католиком и собирался стать священником. После окончания колледжа Фоли учился три года в семинарии в Пуатье во Франции.
Когда началась Первая мировая война, он изучал философию в Гамбурге. Фоли уехал из Германии через Нидерланды и вступил в британскую армию. Был тяжело ранен в лёгкое во время боёв во Франции, после этого его эвакуировали в Великобританию. После окончания войны Фоли некоторое время служил в Военной межсоюзной контрольной комиссии в Кёльне. В 1921 году он вышел в отставку, после чего ему предложили работу в британской разведке.
В 1922 году Фоли в звании лейтенанта прибыл в Берлин в качестве офицера разведки для работы в британском посольстве по противодействию коммунистической деятельности. Для прикрытия основной деятельности он был официально назначен на должность главного сотрудника отдела паспортного контроля. При этом Фоли получил широкие полномочия для решения вопроса о допуске иностранцев в пределы Британской империи. На этой должности он находился до начала Второй мировой войны.
После прихода нацистов к власти в 1933 году акцент в работе Фоли сместился на контроль за перевооружением Германии. Одновременно он стал оказывать помощь евреям, которые из-за нацистских преследований хотели эмигрировать из Германии. Особенно эта деятельность активизировалась после погромов Хрустальной ночи в ноябре 1938 года. После начала войны Фоли вернулся в Великобританию.
В течение Второй мировой войны Фоли руководил отделом A1 разведки на территории Норвегии и Германии. В мае 1941 года участвовал в допросах перелетевшего в Великобританию заместителя фюрера Рудольфа Гесса. Фоли спасал золотой запас Норвегии от нацистов, перевербовал ряд немецких агентов, участвовал в разработке операции «Бодигард» — кампании по дезинформации немецкого командования перед вторжением союзников в Нормандию и ряде других важных операций. С 1945 по 1947 год он занимался поиском бывших нацистов, а затем вернулся в Лондон, где до 1949 года продолжал работу в МИ-6.
После выхода в отставку в звании майора они с женой переехали в Стаурбридж. На пенсии Фоли занимался садоводством, жил уединённо и умер от сердечного приступа 8 мая 1958 года.

## Помощь еврейским беженцам
Для иммиграции в подмандатную Палестину из Германии соискателю необходимо было иметь 1000 британских фунтов (примерно 40 тысяч фунтов в ценах начала XXI века). У большинства немецких евреев таких денег не было, в том числе потому, что нацисты блокировали счета и конфисковывали еврейские деньги. Фоли помогал беженцам обходить это препятствие. В частности, он принимал как обоснование для выдачи визы ничем не обеспеченные гарантии выдать такие деньги по прибытии в Палестину.
В 1938—1939 годы Фоли выдал немецким евреям множество поддельных британских паспортов, что позволило им бежать в Великобританию. Некоторых он прятал в собственном доме до тех пор, пока они не покидали Германию. Фоли манипулировал британскими законами и служебными инструкциями для того, чтобы помочь отчаявшимся людям. Не имея дипломатического иммунитета, Фоли с риском для собственной жизни посещал концлагеря и добивался освобождения евреев. С началом Второй мировой войны он покинул Германию, оставив для евреев множество готовых к выдаче документов на эмиграцию.

## Награды и признание заслуг

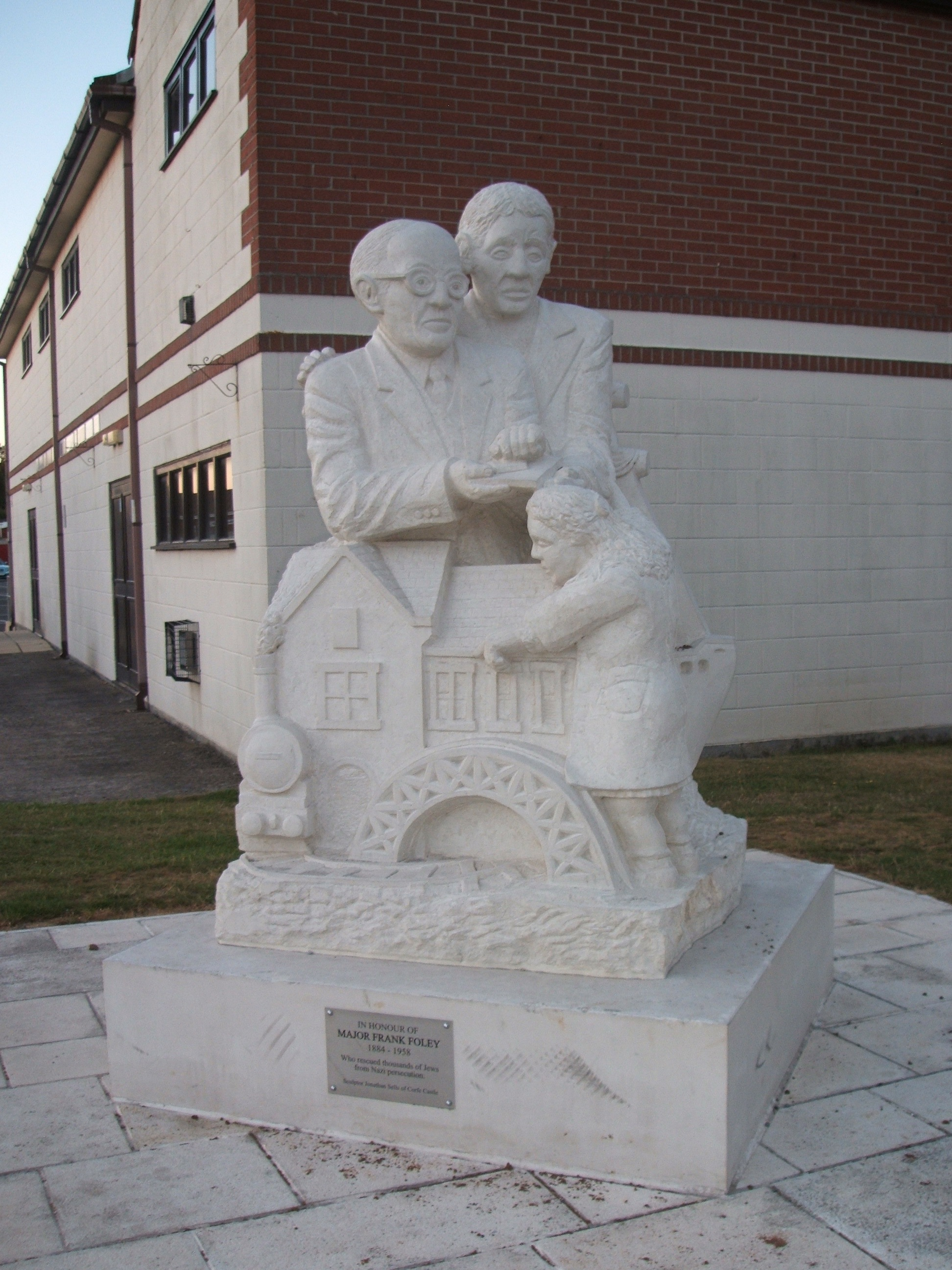
Памятник Фоли в Хайбридже

В 1959 году в память Фоли его друзьями и коллегами был высажен лесной массив в районе кибуца Харель в Израиле. Имя Фоли как спасителя евреев называли свидетели в 1960 году на судебном процессе над Адольфом Эйхманом.
Лишь почти через 40 лет история Фоли получила широкую известность благодаря журналисту The Daily Telegraph и бывшему военному разведчику Майклу Смиту, опубликовавшему в 1999 году книгу «Foley: The Spy who Saved 10 000 Jews». Фоли называли «британским Шиндлером» в связи с большим количеством спасённых евреев.
Израильский Институт Катастрофы и героизма «Яд ва-Шем» за помощь в спасении евреев 25 февраля 1999 года присвоил Фрэнку Фоли почётное звание «Праведник народов мира». Также Фоли является кавалером Ордена святого Михаила и святого Георгия.
В 2004 году в берлинском посольстве, где работал Фоли, была установлена мемориальная доска. На родине Фоли в Хайбридже в 2005 году ему установлен памятник. Ещё одна мемориальная доска была открыта в Лондоне министром иностранных дел Великобритании Уильямом Хейгом в 2012 году.
В 2010 году британское правительство посмертно присвоило Фоли звание «Британского героя Холокоста». Медаль была вручена Пэт Данстан — внучатой племяннице Фоли.

## Семья
Фоли был женат и имел дочь Урсулу. Его супруга Кэтрин свидетельствовала после его смерти о деятельности Фоли по спасению евреев. Она пережила мужа на 21 год и умерла в 1979 году.